# La Grand-Croix
La Grand-Croix ist eine französische Gemeinde mit 4.951 Einwohnern (Stand: 1. Januar 2022) im Département Loire in der Region Auvergne-Rhône-Alpes. Sie gehört zum Kanton Rive-de-Gier im Arrondissement Saint-Étienne. Die Einwohner werden Grand-Croisiens genannt.

## Geographie
La Grand-Croix liegt etwa 15 Kilometer nordöstlich von Saint-Étienne im Tal des Gier. Sein Zufluss Dorlay verläuft an der östlichen Gemeindegrenze. La Grand-Croix liegt am Rande des Regionalen Naturparks Pilat, mit dem die Gemeinde als Zugangsort assoziiert ist.
Nachbargemeinden sind:
- im Norden und Westen: Cellieu
- im Osten: Lorette
- im Süden: Saint-Paul-en-Jarez
- im Südwesten: L’Horme

### Verkehrsanbindung
Durch die Gemeinde führt die Autoroute A47 von Saint-Étienne nach Givors bzw. Richtung Lyon. Im Jahr 1832 ging der Bahnhof an der Bahnstrecke Saint-Étienne–Lyon, die zweite Bahnstrecke Frankreichs in Betrieb. Diese Strecke wurde später in die Bahnstrecke Moret-Veneux-les-Sablons–Lyon-Perrache integriert. Heute halten in La Grand-Croix keine Personenzüge mehr.

## Geschichte
1860 wurde La Grand-Croix aus Teilen der Gemeinden Cellieu und Saint-Paul-en-Jarez gebildet.

### Bevölkerungsentwicklung
| Jahr                       | 1962 | 1968 | 1975 | 1982 | 1990 | 1999 | 2006 | 2017 |
| -------------------------- | ---- | ---- | ---- | ---- | ---- | ---- | ---- | ---- |
| Einwohner                  | 5040 | 5238 | 5088 | 5125 | 4983 | 4962 | 4954 | 5136 |
| Quellen: Cassini und INSEE |      |      |      |      |      |      |      |      |

## Gemeindepartnerschaft
Mit der spanischen Gemeinde Santa Cruz de la Zarza in der Provinz Toledo (Kastilien-La Mancha) verbindet La Grand-Croix eine Partnerschaft.

## Persönlichkeiten
- Gustave Malécot (1911–1998), Mathematiker